# ♂
♂は、火星を表す占星術記号である。かつては天文学でも使われた。

## 概要
カール・フォン・リンネの発案により、生物学で雄（オス）を表す性別記号として使われ始めた。この意味では雄記号（おすきごう）、マスキュラ (muscular (symbol)) と呼ぶ。
同時に、雌（メス）を表す記号として金星の記号の♀、雌雄同体を表す記号として水星の記号☿が導入されたが、その後☿の使用は廃れ、♂と♀だけが残った。

## 由来
この記号の由来は盾と槍（矛）の組み合わせ。記号の形状から男性器にちなむと言われる事もあるがこれは誤り。

## 用法
- 天文学および占星術では火星を示す記号として使用される。
- ギリシア神話では、戦の神のアレスを示す記号として使用される。
- 錬金術では鉄を示す。
- 欧米では、コンセントのオスを示す記号として使用されることがある。
- ボルボの商標に使用されている。
- 日本のミュージシャンであるつんく♂は、この記号を名前に使用している。
- Jリーグ・ヴァンフォーレ甲府のサポーターグループであるHINCHASはこの記号の横断幕を掲げている。

## 符号位置
| 記号 | Unicode | JIS X 0213 | 文字参照         | 名称             |
| ---- | ------- | ---------- | ---------------- | ---------------- |
| ♂    | U+2642  | 1-1-73     | &#x2642; &#9794; | 雄記号 Male Sign |